# 보호트니차

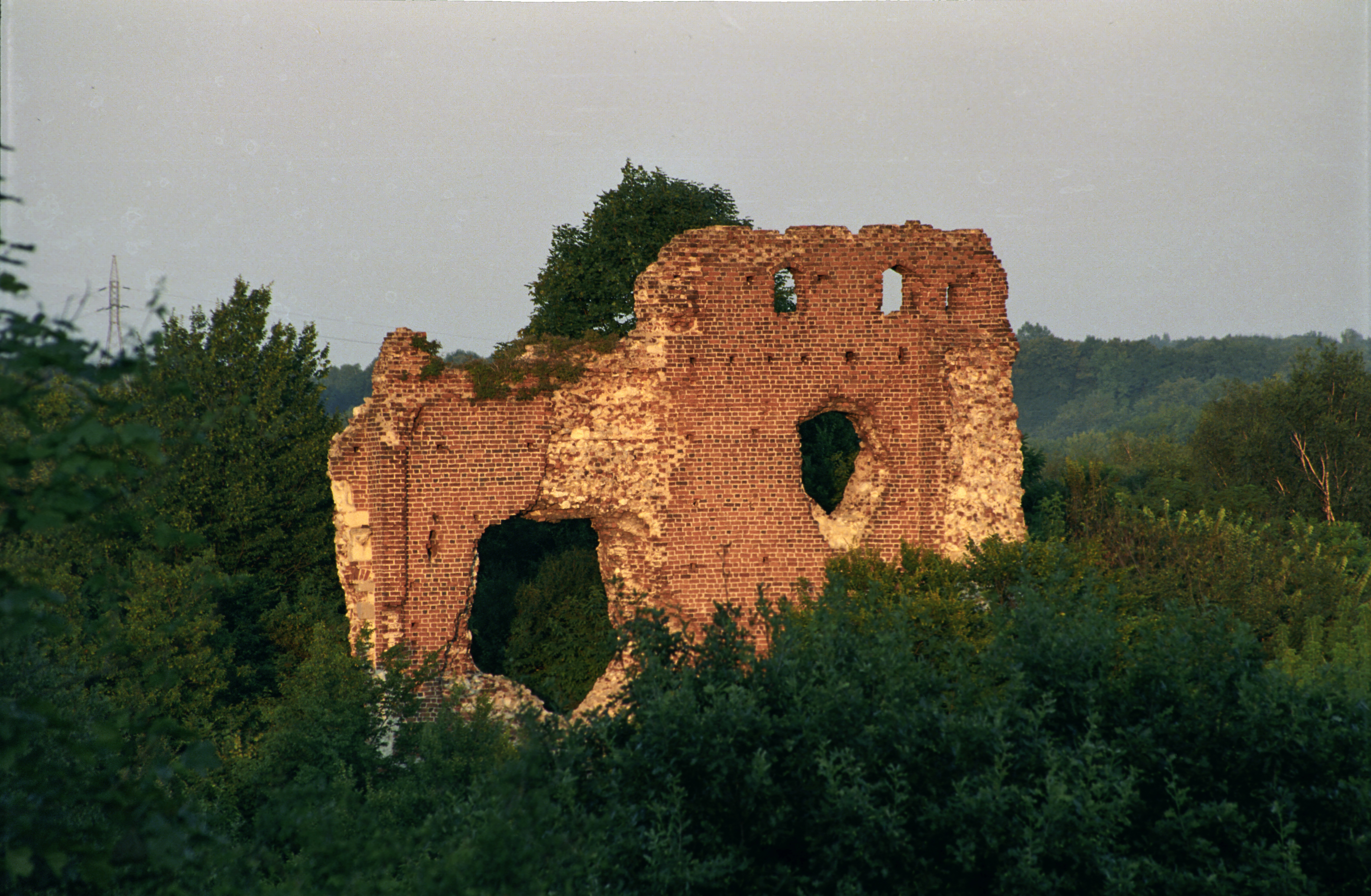
보호트니차의 성곽 유적

보호트니차(폴란드어: Bochotnica)는 폴란드 루블린주에 위치한 도시로 인구는 약 1,000명이다.